# Bạch Ngân (quận)
Bạch Ngân (chữ Hán phồn thể: 白銀區, chữ Hán giản thể: 白银区) là một quận thuộc địa cấp thị Bạch Ngân, tỉnh Cam Túc, Cộng hòa Nhân dân Trung Hoa. Quận này có diện tích 1372 km², dân số năm 2004 là 280.000 người. Quận này được thành lập tháng 5 năm 1985. Về mặt hành chính, quận này được chia thành 4 nhai đạo, 1 trấn, và 4 hương.
- Nhai đạo: Nhân dân Lộ, Công viên Lộ, Tứ Long Lộ, Công Nông Lộ.
- Trấn: Thủy Xuyên.
- Hương: Vương Hiện, Tứ Long, Cường Loan và Vũ Xuyên.